# Rilhac-Treignac
Rilhac-Treignac là một xã thuộc tỉnh Corrèze trong vùng Nouvelle-Aquitaine miền trung Pháp.